# Belgian Entertainment Association
Belgian Entertainment Association (BEA) — организация, представляющая интересы индустрии музыки, видео и видеоигр в Бельгии. Она была основана в феврале 2008 года, когда объединились три организации, а именно IFPI Belgium, местное отделение Международной федерации производителей фонограмм (IFPI), которая представляла музыкальную индустрию, Бельгийскую федерацию видео, которая представляла видеоиндустрию, и Бельгийско-Люксембургскую ассоциацию интерактивного программного обеспечения, которая представляла индустрию видеоигр. BEA является представителем Бельгии в IFPI BEA is listed as the local record industry association in Belgium by the IFPI..
Публикация хит-парадов в Бельгии осуществляется через Ultratop, некоммерческую организацию, созданную BEA. Из-за культурных различий в Бельгии публикуются отдельные диаграммы для голландскоязычного региона Фландрия и франкоязычного региона Валлония.
Через Ultratop BEA сертифицирует альбомы, синглы и DVD-диски.